# أحمد بن حجر آل بوطامي
أحمد بن حجر آل بوطامي البنعلي، (1915 - 14 يونيو 2002) هو مفتي قطر الأسبق، وأحد رموز الدعوة الإسلامية والقضاء الشرعي في قطر وشبه الجزيرة العربية.

## حياته ونشأته
أحمد بن حجر بن محمد بن حجر بن أحمد بن حجر بن طامي بن حجر بن سند بن سعدون آل بوطامي البنعلي، ولد حوالي سنة 1335 هـ، الموافقة 1915م. ونشأ نشأة دينية محافظة. ينتسب إلى قبيلة بني سليم، وموطنهم الأصلي هو حرة بني سليم بالقرب المدينة المنورة. ثم انتقلوا إلى الإحساء ثم دارين، ثم انتشروا في نواح شتى في شبه الجزيرة العربية وإفريقيا والهند. أما آل بوطامي فقد استقروا في منطقة الزبارة بشمال قطر.

## مسيرته
بدأ الشيخ تلقي العلوم الشرعية منذ صغره، حيث حفظ القرآن الكريم طفلا، ثم درس الفقه الشافعي والعقيدة السلفية، ثم سافر إلى الإحساء سنة 1931م لاستكمال دراسته للعلوم الشرعية وعمره حينئذ حوالي 15 عاماً. مكث الشيخ في الإحساء أربع سنوات منقطعاً لطلب العلم على أيدي علماء الإحساء. ثم انتقل إلى قطر، ومنها إلى إمارة رأس الخيمة؛ حيث أقام بها مدة ودرس وأفتى وعمل بالقضاء، وتزوج فيها سنة 1938م من ابنة سالم بن هلال المناعي، وأنجب منها ولدين هما د. حجر ويوسف وبنت واحدة. ثم انتقل إلى الرياض سنة 1956م حيث اشتغل بالتدريس في معهد إمام الدعوة.

## شيوخه
تلقى العلوم الشرعية على أيدي العديد من العلماء، منهم:
- عبد الله محمد حنفي، وأحمد نور بن عبد الله: تلقى منهما علوم التجويد والعقائد والفقه والفرائض والنحو.
- أحمد بن علي العرفج: تلقى منه علم الفقه على المذهب الشافعي.
- عبد العزيز بن صالح العلجي: تلقى منه علوم النحو والصرف والقوافي والبلاغة والعروض والمنطق وشرح صحيح مسلم.
- محمد بن أبي بكر الملا: تلقى منه علوم النحو والبلاغة ومصطلح الحديث وشرح كتاب سبل السلام.
- عبد العزيز بن عمر بن العكاس: تلقى منه شرح كتاب عقيدة السلف أصحاب الحديث " وكتاب "مشكاة الأحاديث" وكتاب "بهجة المحافل" في السيرة النبوية.

## تلامذته
تتلمذ على يديه العديد من العلماء والدعاة في رأس الخيمة والرياض وقطر، ومنهم:
- عبد العزيز آل الشيخ: مفتي المملكة العربية السعودية الحالي. تلقى منه في الرياض
- خالد الدرهم: ممن تلقوا منه في قطر
- عبد القادر العماري: ممن تلقوا منه في قطر

## مناصب

### القضاء
ولي القضاء الرسمي في رأس الخيمة نحو عشرين سنة، حيث بدأ العمل بالقضاء سنة 1937م في عهد الشيخ سلطان بن سالم القاسمي وكان عمره لا يتجاوز 31 عاماً، وفي عام 1951 أمر الشيخ صقر بن محمد القاسمي بتعيينه قاضياً رسمياً للبلاد واستمر في القضاء حتى سنة 1956 وفي تلك السنة تلقى الشيخ دعوة من الشيخ محمد بن إبراهيم آل الشيخ مفتي المملكة العربية السعودية آنذاك ليكون مدرسا في معهد إمام الدعوة بالرياض فوافق الشيخ. وفي عام 1958م عرض عليه ان يتولى القضاء في قطر فهاجر إلى قطر واستقر بها وكان عمره 42 عاماً، حتى طلب الإعفاء من القضاء في عام 1991م. حيث تقاعد وتفرغ للتأليف ونشر العلم.

### التدريس
مارس الشيخ التدريس إلى جانب ممارسته للقضاء. فقد قام بالتدريس لطلبة العلم في مجلسه في مدينة المعيريض، وكذلك في رأس الخيمة بمدرسة الهداية، والتي ساهم في تأسيسها.
في سنة 1954م توجه مع الشيخ حميد بن محمد القاسمي بتكليف رسمي من الشيخ صقر بن محمد حاكم رأس الخيمة آنذاك إلى حكومتي البحرين والكويت لطلب المساعدة في فتح مدارس حديثة في رأس الخيمة، فاستجابت حكومة الكويت، وأرسلت مدرسين وكتباً.
وفي سنة 1956م تلقى الشيخ دعوة من مفتي المملكة العربية السعودية آنذاك الشيخ محمد بن إبراهيم آل الشيخ للعمل كمدرس في معهد «إمام الدعوة» بالرياض فوافق الشيخ. كما كان يقوم بالتدريس لطلبة العلم في مجلسه في قطر.

## مؤلفاته
كان محبا للقراءة واقتناء الكتب، حتى احتوت مكتبته الشخصية حوالي العشرين ألف كتاب. وصنف العديد من الكتب في مختلف العلوم الشرعية الإسلامية، كالتوحيد، والفقه، وقضايا المجتمع الإسلامي. كما كان محباً للشعر العربي، وألف قصائداً في المسائل العلمية وخاصة الاعتقادية، بالإضافة إلى ما ألفه في المسائل الاجتماعية، ولكنه لم يرغب في أن يعرف ويشتهر كشاعر، ولذلك فلم يحتفظ من أشعاره إلا بالقليل. بلغت مؤلفاته الثمانية وعشرين مؤلفاً، أكثرها مطبوع، منها:
1. العقائد السلفية (منظومة)، وقد شرحها في كتاب.
2. الدرر السنية في عقد أهل السنة المرضية (منظومة).
3. جوهرة الفرائض (منظومة).
4. اللآلئ السنية في التوحيد والنهضة والأخلاق المرضية (منظومة).
5. شرح العقائد السلفية بأدلتها العقلية والنقلية.
6. تطهير الجنان والأركان عن درن الشرك والكفران.
7. الإسلام والرسول في نظر منصفي الشرق والغرب.
8. الرد الشافي الوافر على من نفى أمية سيد الأوائل والأواخر.
9. سبيل الجنة بالتمسك بالقرآن والسنة.
10. تحذير المسلمين من البدع والابتداع في الدّين.
11. تطهير المجتمعات من أرجاس الموبقات.
12. الخمر وسائر المسكرات تحريمها وأضرارها.
13. الشيخ محمد بن عبد الوهاب مجدد القرن الثاني عشر المفترى عليه.
14. الشيخ محمد بن عبد الوهاب عقيدته السلفية ودعوته الإصلاحية وثناء العلماء عليه.
15. إعانة القريب المجيب في اختصار الترغيب والترهيب وشرحه تحفة الحبيب.
16. نيل الأماني شرح مباسم الغواني في نظم عزية الزنجاني في علم الصرف.
17. نقض كلام المفترين على الحنابلة السلفيين
18. إعلام الأنام بالغناء المباح والحرام

## وفاته
أصابه مرض ألزمه الفراش مدة طويلة. حتى وافته المنية صباح الثلاثاء الخامس من جمادى الأولى سنة 1423 هـ الموافق 14/6/2002 م عن عمر ناهز الثمانية والثمانين عاماً.